# Benjamin Keene
Pour les articles homonymes, voir Keene.
Benjamin Keene, né en 1696-1697 à King's Lynn et mort le 15 décembre 1757 à Madrid, est un diplomate britannique. 
Il est Ambassadeur anglais en Espagne de 1729 à 1742 puis de 1749 à sa mort. Il a été décrit comme « de loin l'agent britannique le plus important dans les relations anglo-espagnoles du XVIIIe siècle ».

## Biographie
Benjamin Keene est né vers 1696-1697 à King's Lynn dans le Norfolk. Il est le fils aîné de Charles Keene et de Susan Rolfe. Son frère cadet Edmund Keene (en) deviendra évêque d'Ely et maître de Peterhouse.
Son père et son oncle Benjamin ont été maire de King's Lynn, tout comme son grand-père Edmund Rolfe (1640-1726). Rolfe fut également agent électoral de Robert Walpole, Premier ministre britannique de 1721 à 1742.
Diplômé du Pembroke College, il étudie aussi à l'Université de Leyde.
Il est nommé consul général en Espagne en 1724 et devient ambassadeur cinq ans plus tard, lorsqu'il négocie le traité de Séville de 1729 qui met fin à la guerre anglo-espagnole de 1727 à 1729. Il accepte plus tard la Convention de Pardo de 1739 qui devait résoudre les problèmes commerciaux et frontaliers dans les Caraïbes, mais à cause de l'opposition politique en Angleterre, elle n'est jamais ratifiée, conduisant à la guerre de l'oreille de Jenkins de 1739 à 1748.
De retour en Angleterre, il est élu député de 1740 à 1741 pour Maldon, puis pour West Looe jusqu'en 1747. Il est nommé au Board of Trade en 1741 et payeur des pensions en 1745. En 1745, est transféré à Lisbonne comme ambassadeur au Portugal.
À la suite du traité d'Aix-la-Chapelle de 1748, il retourne à Madrid où son influence maintient l'Espagne neutre lorsque commence la guerre de Sept Ans en 1756. Son importance est telle qu'il reste en poste jusqu'à sa mort en décembre 1757, malgré plusieurs demande où il demandait à prendre sa retraite en raison de problèmes de santé.